# 卡尔·列金

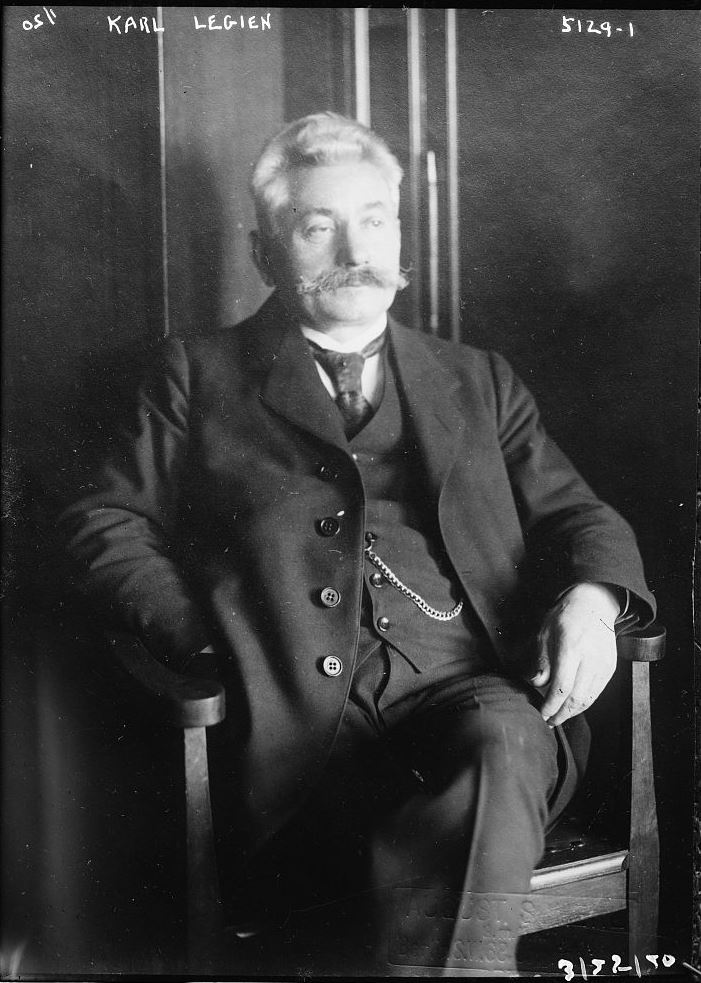
卡尔·鲁道夫·列金

卡尔·鲁道夫·列金（德語：Carl Rudolf Legien，1861年12月1日—1920年12月26日），德国社会民主党，是德国工会活动家，积极主张工人阶级参政议政。

## 生平
1861年，出生于普鲁士马尔堡工人家庭。
1885年，加入德国社会民主党。
1887年，任镟工工会主席。
1889年，参与创建第二国际。
1890年，任德国工会总理事会主席。
1913年，任国际工会联合会主席
1918年，与胡戈·斯廷内斯签订协定《斯廷内斯－列金协议》。
1920年，去世。

## 著作
- 《德国工会运动》